# Jerzy Edward Winiarz

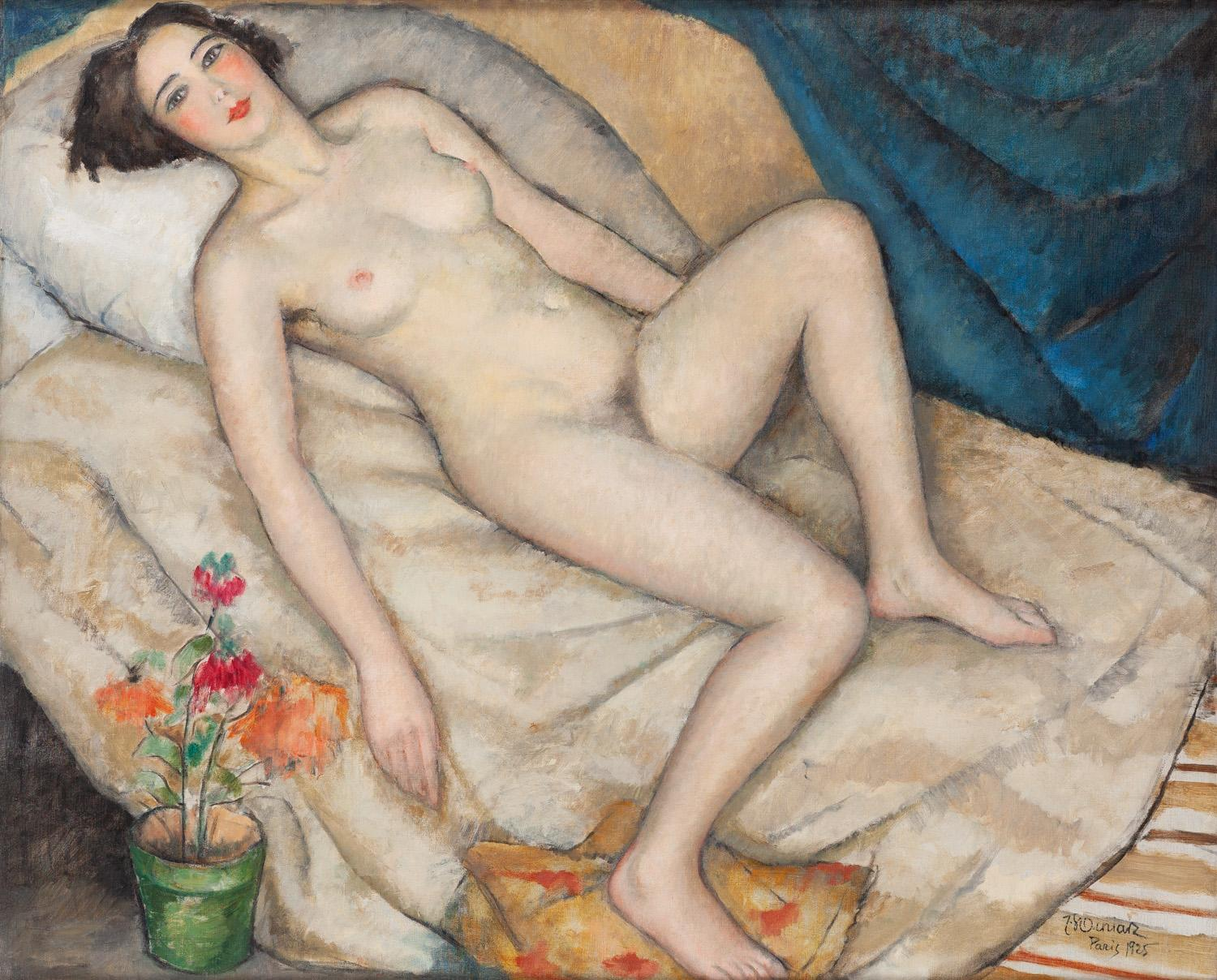
"Akt modelki w pracowni" 1925

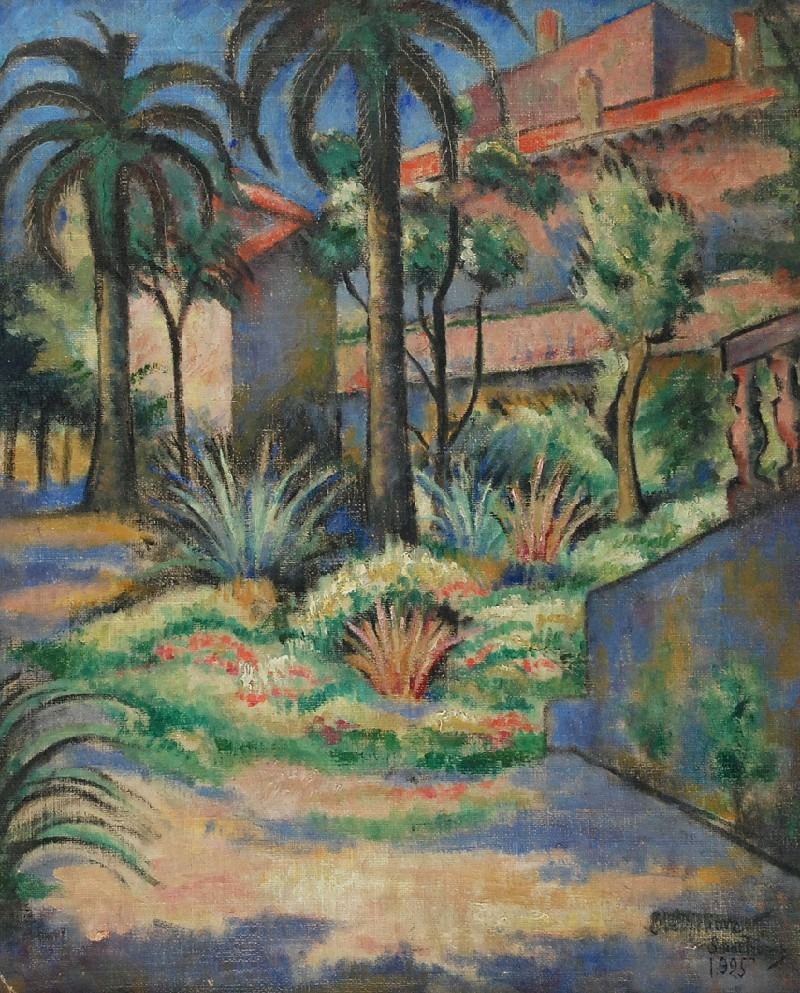
Motyw z Saint Tropez 1925

Jerzy Edward Winiarz pseudonim Orsza (ur. 2 listopada 1894 w Warszawie, zm. 20 lipca 1928 w Jastarni) – polski malarz, witrażysta, ułan, mason.

## Życiorys
Absolwent Prywatnego Gimnazjum Męskiego Wojciecha Górskiego w Warszawie. Studiował w krakowskiej Akademii Sztuk Pięknych, będąc uczniem Józefa Mehoffera, Jacka Malczewskiego i Wojciecha Weissa.
Studia przerwał wybuch I wojny światowej. Jery Winiarz został żołnierzem I Brygady Legionów, służąc w 1 Pułku Ułanów. Po wojnie wyjechał do Florencji, gdzie uczył się techniki freskowej. W 1925 zrealizował projekt dekoracji Sali Rycerskiej na zamku wawelskim, który jednak nie został skierowany do realizacji. Kompozycja oparta na legendzie tatrzańskiej o śpiących rycerzach i Giewoncie, składały się na nią freski: Sen rycerzy, Pobudka na złotym rogu, Przebudzenie się rycerzy, Walka i Triumf. Symbolika fresków nawiązywała do zmartwychwstania Polski, a temat kompozycji to 
jakby sen-marzenie o niepodległości, przemieniający się w rzeczywistość. Kolejna pracą były projekty witraży do Kaplicy Prezydenckiej w Spale. Artysta wyjechał szukając inspiracji do Paryża. Do dziś w kaplicy znajduje się 8 witraży: Zwiastowanie Najświętszej Marii Panny, Boże Narodzenie, Matka Boska Królowa Korony Polskiej, Cud  w Kanie Galilejskiej, Zesłanie Ducha Świętego, Święta Rodzina, Ukrzyżowanie oraz Ucieczka z Egiptu. Wykonane zostały w 1927 w Krakowskim Zakładzie Witrażów S.G. Żeleński. W tym samym roku zaprojektował witraże do katedry w Łodzi oraz do katedry w Częstochowie. 
Był członkiem Loży „Machnicki", która powstała w 1920 i grupowała wojskowych i najbliższych współpracowników Piłsudskiego. Artysta mieszkał w Krakowie, gdzie związał się z Cechem Artystów Plastyków Jednoróg. Malował głównie martwe natury, portrety, stosował silne barwy żywe i mocne kontrasty. Z ostatniego okresu jego twórczości pochodzą też pejzaże z południowej Francji – Saint Tropez. Swoje prace artysta prezentował na kilku wystawach, głównie w Krakowie i Warszawie. W grudniu 1922 w Krakowie, w Towarzystwie Przyjaciół Sztuk Pięknych, brał udział w wystawie zbiorowej. 7 grudnia 1924 w Krakowie, w lokalu Związku Polskich Artystów Plastyków, otwarto jego wystawę autorską. W kwietniu 1925 w Krakowie, w Związku Polskich Artystów Plastyków, wystawiono jego projekt Sali Rycerskiej na Wawelu. 20 marca 1926 w Paryżu, w Salonie Niezależnych, odbył się wernisaż prac polskich twórców, w którym brał udział. 15 kwietnia 1926 w Krakowie, w Pałacu Sztuki, otwarto  VII Wystawę Cechu Artystów Plastyków Jednoróg. Swoje prace prezentował również Jerzy Winiarz. Po śmierci artysty jego dorobek zaprezentowano w listopadzie 1928 w Pałacu Sztuki w Krakowie oraz w maju 1929 w Warszawie.
Jerzy Winiarz utonął w falach Bałtyku niosąc pomoc innemu tonącemu. 25 lipca 1928 odbył się pogrzeb w Warszawie, nad grobem malarza przemawiał Andrzej Strug. Został pochowany w grobie rodzinnym na cmentarzu Powązkowskim w Warszawie (kw. 80–I–23).